# Бирн, Джон (художник)
Джон Линдли Бирн (англ. John Lindley Byrne, упоминается по первому имени; род. 6 июля 1950) — американский сценарист и художник британского происхождения, с 1970-х известный по работам в жанре супергеройских комиксов, в том числе для издательств Marvel (франшизы «Люди Икс» и «Фантастическая четвёрка») и DC Comics (перезапуск серии Superman в 1986 году).

## Биография

### Ранняя жизнь
Бирн родился в Уолсолле (Уэст-Мидлендс), где провёл первые 2,5 года своей жизни. Затем он рос в Уэст-Бромидже, где он жил со своими родителями (Фрэнк и Нелси) и бабушкой по материнской линии. В 6 лет Джон впервые познакомился c комиксами, а в 8 его семья иммигрировала в Канаду. В 1970 году поступил в Альбертский колледж дизайна и искусств в Калгари, но ушёл оттуда, не окончив образование, в 1973 году.

### Карьера
С 1974 года начинает работу в Charlton Comics, куда его пригласили после удачной дебютной работы, комикса «Rog-2000». Его работу увидел Крис Клэрмонт и пригласил Бирна иллюстрировать свою книгу. С 1977 года работает с Клэрмонтом. В конце 70-х Бирн — один из постоянных авторов проекта «Люди Икс», с 1981 по 1986 год работает над «Фантастической четвёркой», при этом в 1983 году выступает соавтором и художником 1 и 2 выпусков «Дальнейших приключений Индианы Джонса».
В начале 80-х у Бирна было около трёх месяцев, когда он не был связан контрактом с Marvel и он использовал это время, чтобы нарисовать «The Untold Legend of the Batman» и осуществить свою давнюю мечту — рисовать Бэтмена. Вскоре он начинает работать на DC Comics, модернизируя Супермена. Бирн использует новый подход к биографии Супермена: отказывается от Крепости Одиночества и супер-пса Крипто, от идеи Супербоя и сознательно уменьшает способности героя, но делает самого Кларка Кента более экстравертным, чем раньше. Из-за разногласий во взглядах на Супермена, примерно к 1989 году Бирн перестаёт работать постоянно с DC Comics и возвращается к Marvel.
В 90-х годах рисует оригинальные работы для Dark Horse Comics (30 выпусков комикса «Next Men», сюжет которого заключается в приключениях пяти молодых людей, секретного правительственного проекта, которые в результате экспериментов обрели сверхспособности).
В 1991—1992 годах снова работает над франшизой «X-Men», с 1995 по 1998 год рисует комиксы про Чудо-женщину, в 1998 работает над серией «Удивительный Человек-паук», в 1999 рисует семь выпусков про Халка. В 2004—2006 году в основном работает для DC Comics, с 2008 года рисует несколько проектов для издателя IDW, в частности, работает над комиксами «Звёздный путь» и «Ангел».

## Личная жизнь
В 1988 году стал гражданином США. Был женат на Андреа Браун Бирн, фотографе и актрисе. Супруги развелись после 15 лет брака.

## Избранная библиография

### Charlton Comics
- Beetle Bailey[англ.] (artist, text story two pages) #112-113
- Doomsday + 1 (artist) #1-6
- E-Man[англ.] (artist, Rog-2000 backup stories) #6-7, 9-10
- Emergency! (artist) #1-2
- The Flintstones (artist, text story two pages) #37, 42
- Korg: 70,000 B.C. (artist, text story two pages) #2
- Space: 1999 (artist) #3-6
- Valley of the Dinosaurs (artist, text story two pages) #3
- Wheelie and the Chopper Bunch (artist) #1-3

### Dark Horse Comics
- John Byrne’s 2112 (1991)
- Danger Unlimited #1-4 (1994)
- John Byrne’s Next Men #0, #1-30 (1992—1994)
- Babe #1-4 (1994)
- Hellboy: Seed of Destruction #1-4 (1994)
- Babe 2 #1-2 (1995)

### DC Comics
- Action Comics (writer/artist) #584-600, (artist) #827-835; (writer) Annual #1, (writer/artist) Annual #6
- Adventures of Superman (writer) #436-442, 444; (inker) Annual #2
- All New Atom (artist) #1-3
- Batman[англ.] (artist, 1 page) #400, (writer and cover artist) #433-435
- Batman 3D (графическая новелла) (writer-artist)
- Batman/Captain America (one shot intercompany crossover, published by DC, writer/artist)
- Darkseid/Galactus (one shot intercompany crossover, published by DC, writer/artist)
- Blood of the Demon (writer/artist) #1-17
- Doom Patrol vol. 4 #1-18 (writer/artist)
- Genesis (мини-серия, August 1997) (writer) #1-4
- Green Lantern Annual (writer/penciler) #3
- Green Lantern: Ganthet’s Tale (one-shot; scripter/artist, from a story by Larry Niven)
- Jack Kirby’s Fourth World #1-20 (writer/artist)
- JLA[англ.] (writer/artist) #94-99, with Chris Claremont
- JLA: Classified #50-54 (artist)
- Lab Rats #1-8 (writer/artist)
- Legends[англ.] #1-6 (мини-серия) (artist)
- The Man of Steel[англ.] (writer/artist) #1-6 (мини-серия)
- New Gods[англ.] vol. 4 #12-15 (writer/artist)
- New Teen Titans Annual vol. 2 (penciler) #2
- OMAC #1-4 (мини-серия)
- Secret Origins[англ.] (artist) #1 (Doom Patrol)
- Superman[англ.] (artist, one page) #400
- Superman vol. 2 (writer/artist) #1-22 (writer only #18); (artist only) #50
- Superman & Batman: Generations[англ.] #1-4 (мини-серия) (writer/artist)
- Superman & Batman: Generations 2 #1-4 (мини-серия) (writer/artist)
- Superman & Batman: Generations 3 #1-12 (мини-серия) (writer/artist)
- Superman: True Brit[англ.] (графическая новелла) (artist)
- Untold Legend of The Batman #1 (мини-серия) (artist)
- World of Krypton #1-4 (мини-серия) (writer and cover artist)
- World of Metropolis #1-4 (мини-серия) (writer and cover artist)
- World of Smallville #1-4 (мини-серия) (writer and cover artist)
- Wonder Woman vol. 2 (writer/artist) #101-136, Annual #5-6
- History of the DC Universe (1988, includes one plate by Byrne)
- Superman #400 (1984, includes one plate by Byrne)

### IDW Publishing
- Angel': After the Fall (artist) #6
- Angel: Blood & Trenches (writer/artist) #1-4
- Cold War (writer/artist) #1-4
- Doomsday.1 (writer/artist) #1-4
- FX (artist) #1-6
- The High Ways (writer/artist) #1-4
- John Byrne’s Next Men vol. 2 (writer/artist) #1-9, 40-44
- Jurassic Park: The Devils in the Desert (writer/artist) #1-4
- Star Trek Romulans: Hollow Crown (writer/artist) #1-2
- Star Trek Romulans: Schism (writer/artist) #1-3
- Star Trek: Alien Spotlight: Romulans (writer/artist) #1-3
- Star Trek: Assignment: Earth (writer/artist) #1-2
- Star Trek: Crew (writer/artist) #1-5
- Star Trek: Leonard McCoy, Frontier Doctor (writer/artist) #1-4
- Star Trek: «Strange New Worlds», Photonovel
- Star Trek: New Visions #1, «The Mirror, Cracked», Photonovel
- Star Trek: New Visions #2, «Time’s Echo», «Sweet Sorrow» (5 pages) Photonovel
- Star Trek: New Visions #3, «Cry Vengeance», Photonovel
- Star Trek: New Visions #4, «Made Out of Mudd», «The Great Tribble Hunt» (4 pages) Photonovel
- Star Trek: New Visions #5, «A Scent of Ghosts», «Memorium» (5 pages) Photonovel
- Star Trek: New Visions #6, «Resistance», Photonovel
- Star Trek: New Visions #7, «1971/4860.2», Photonovel
- Star Trek: New Visions, Vol. #1
  - collects: «Pieces of the Action» (1 page, new), «Strange New Worlds», «The Mirror, Cracked», «Time’s Echo», and «Sweet Sorrow»
- Star Trek: New Visions, Vol. #2
  - collects: «Pieces of the Action» (1 page), «Cry Vengeance», «Made Out of Mudd», «The Great Tribble Hunt», «A Scent of Ghosts», «Memorium», «Resistance», and "Eye of the Beholder (6 pages, new).
- Trio (writer/artist) #1-4
- Triple Helix (writer/artist) #1-present

### Marvel Comics
- Alpha Flight vol. 1 (writer/penciler) #1-28
- The Amazing Spider-Man (penciler) #189, 190, 206 Annual #13; (writer) 440—441
- The Amazing Spider-Man vol. 2 (penciler) #1-18; (writer) 13-14
- Avengers (penciler) #164-166, 181—191, 233 (writer) #305-317; Annual (inker) #13 (penciler) #14, (writer) 18
- Avengers West Coast[англ.] (writer/penciler) #42-57, Annual #4
- Captain America (penciller) #247-255
- The Champions[англ.] (penciler) #11-15, (inker) #17
- Daredevil (penciler) #138
- Epic Illustrated[англ.] (writer/artist) #26-34
- Fantastic Four (artist) #209-218, (writer/artist) #220, 221, 232—293, Annual #17, 19
- Hulk (writer) #1-7; Annual #1
- Iron Fist (penciler) #1-15
- Iron Man (penciler) #118; (writer) #258-277; Annual #10 (artist)
- The Incredible Hulk[англ.] (writer/artist) #314-319; (penciler) Annual #7; (writer) Annual #8, 14
- Marvel Comics Presents (writer/artist) #18
- Marvel Fanfare[англ.] (writer/artist) #29
- Marvel Graphic Novel[англ.] (writer) #8, (writer/artist) #18
- Marvel Premiere[англ.] (artist) #25, #47-48
- Marvel Preview[англ.] (artist) #11
- Marvel Team-Up (artist) #53-55, 59-70, 75, 79, 100
- Marvel: The Lost Generation[англ.] (artist) #1-12
- Marvel Two-in-One (artist) #43, 53-55 (writer/artist) #50 (writer) #100
- Namor the Sub-Mariner (writer/artist) #1-25; (writer) #26-32
- Rom (inker) #74
- Sensational She-Hulk (writer/artist) #1-8, 31-46, 48-50
- Spider-Man: Chapter One (writer/artist) #1-12
- Uncanny X-Men (co-plotter and penciler), #108, 109, 111—143; (scripter) #273, 281—285, 288
- What If (writer/artist) #36
- Wolverine (artist) #17-23
- X-Men vol. 2 (writer) #4-5
- X-Men: The Hidden Years #1-22 (writer/artist)

### Новеллы
- John L. Byrne’s Fear Book (1988; ISBN 0-446-34814-7)
- Whipping Boy (1992; ISBN 0-440-21171-9)
- Wonder Woman: Gods and Goddesses (1997, ISBN 0-7615-0483-4)

### Газетные стрипы
- Funky Winkerbean[англ.] (2003) (fill-in penciler for ten weeks)

### Веб-комиксы
- You Go, Ghoul! (2004)

## Награды
| Год  | Название          | Категория                   | Результат |
| ---- | ----------------- | --------------------------- | --------- |
| 1978 | Eagle Award       | Favourite Comic Book Artist | Победа    |
| 1979 | Eagle Award       | Favourite Comic Book Artist | Победа    |
| 1980 | Inkpot Award      | —                           | Победа    |
| 2008 | Eisner Award      | Hall of Fame                | —         |
| 2015 | Joe Shuster Award | Hall of Fame Inductees      | —         |